# Spachea correae
Spachea correae là một loài thực vật thuộc họ Malpighiaceae. Loài này có ở Costa Rica và Panama. Chúng hiện đang bị đe dọa vì mất môi trường sống.